# Rachel Weisz
Pour les articles homonymes, voir Weisz.
Cet article possède un paronyme, voir Raquel Welch.
Rachel Weisz /ˈɹeɪt͡ʃəl ˈvaɪs/ est une actrice et productrice britannico-américaine, née le 7 mars 1970 dans le quartier londonien de Westminster.
Après quelques rôles au théâtre et à la télévision, elle se fait remarquer pour son rôle d'une égyptologue dans les films La Momie (1999) et Le Retour de la momie (2001).
En 2006, elle remporte l’Oscar de la meilleure actrice dans un second rôle et le Golden Globe de la meilleure actrice dans un second rôle pour le film The Constant Gardener. En 2019, elle renoue avec le succès en remportant le British Academy Film Award de la meilleure actrice dans un second rôle et est nommée pour la seconde fois à l’Oscar de la meilleure actrice dans un second rôle pour La Favorite.

## Biographie

### Jeunesse
Rachel Hannah Weisz grandit dans le quartier londonien de Hampstead. Sa mère, Edith, est une psychanalyste d’origine autrichienne née à Vienne. Son père, George, est un inventeur hongrois de confession juive, qui s’est réfugié en Angleterre pour échapper aux nazis. La mère de Rachel a été décrite comme catholique, juive,, ou de confession juive. Weisz dit avoir grandi dans une famille juive intellectuelle et se décrit comme juive,. Elle a une sœur, Minnie, artiste et photographe.
Elle fait sa scolarité à la North London Collegiate School, puis à la Benenden School. Dès l’âge de treize ans, elle entre à St Paul's Girls' School'.
Elle poursuit ses études à Trinity Hall à l’Université de Cambridge, où elle monte une petite troupe de théâtre : les Cambridge Talking Tongues, qui gagnent un Guardian Student Drama Award pendant le festival d'Édimbourg. Après avoir obtenu son diplôme de littérature anglaise, elle se consacre au théâtre, et plus particulièrement à la comédie.

### Carrière

#### Débuts et progression (1993-2005)
En 1993, elle décroche ses premiers rôles dans des téléfilms et séries (dont Inspecteur Morse). En 1995, elle incarne Gilda dans Sérénade à trois, pièce de théâtre de Noël Coward datant de 1933, au Gielgud Theatre dans le West End.
En 1995, elle apparaît pour la première fois sur grand écran dans Poursuite (Chain Reaction), où elle se fait remarquer par le réalisateur Bernardo Bertolucci qui lui propose la même année un rôle dans Beauté volée. Elle continue à travailler dans le cinéma anglais ; on la voit dans My Summer with Des, Au cœur de la tourmente, Trois Anglaises en campagne, et I Want You, film de Michael Winterbottom.
En 1999, elle connaît la consécration en interprétant le rôle d’Evelyn Carnahan, une jeune égyptologue dans La Momie, de Stephen Sommers, avec notamment Brendan Fraser dans le rôle principal. Elle a également joué dans la suite de ce film, Le Retour de la momie en 2001. Elle décline la proposition de tourner dans le troisième et dernier opus de la série, qui sera réalisé sept ans après.
Elle délaisse le théâtre en 2001 pour se consacrer entièrement au cinéma, mais on a pu la voir dans Soudain l’été dernier de Tennessee Williams, dans le rôle de Catherine, et dans Fausses Apparences de Neil LaBute (dont elle a aussi produit une version cinématographique en 2003).
Elle tourne environ un film par an, dont Stalingrad (2001), Pour un garçon (2002), Le Maître du jeu (2003), et Constantine (2005).

#### Consécration (2005-2008)

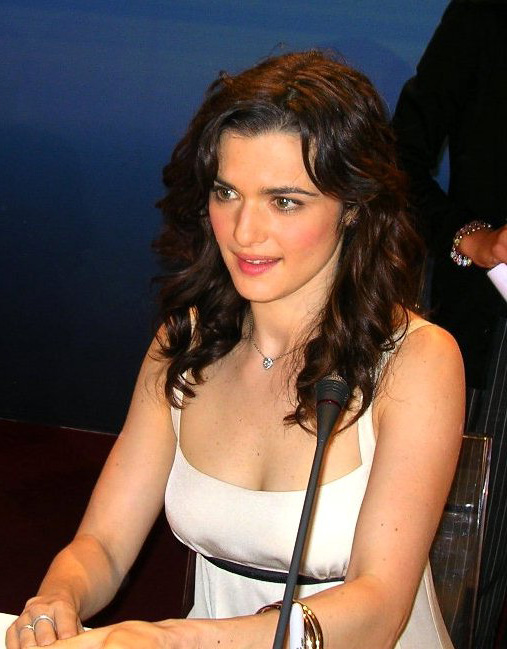
En janvier 2007, pour My Blueberry Nights

En 2005, elle joue dans The Constant Gardener, une adaptation cinématographique du roman éponyme de John le Carré dont l’histoire se déroule dans les bidonvilles kenyans de Kibera et Loiyangalani. Elle se voit décerner l’Oscar de la meilleure actrice dans un second rôle pour ce rôle, ainsi que le Golden Globe et le Screen Actors Guild Award. Dans son pays natal, elle est reconnue pour ce rôle avec une nomination au BAFTA de la meilleure actrice et les prix de l’actrice de l’année aux London Critics Circle Film Awards et British Independent Film Awards.
En 2006, elle est invitée à rejoindre l’Academy of Motion Picture Arts and Sciences.
Cette même année, elle est à l'affiche d'un projet tout aussi ambitieux, le drame baroque fantastique The Fountain, sous la direction du cinéaste Darren Aronofsky, qui divise cependant la critique, et échoue commercialement.
Elle se tourne vers des productions familiales les années suivantes, puisqu'en 2006, elle prête sa voix au personnage Saphira dans le blockbuster fantastique Eragon, puis s'essaye en 2007 à la comédie avec Frère Noël, de David Dobkin, avec Vince Vaughn dans le rôle principal.
Cette année est néanmoins surtout marquée par sa prestation dans l'acclamé My Blueberry Nights de Wong Kar-wai, le 7 juillet de la même année, puis, dans une moindre mesure, par sa participation à la section américaine de Live Earth.
En 2008, elle participe à la comédie romantique Un jour, peut-être, dans laquelle elle incarne l'une des prétendantes du héros incarné par Ryan Reynolds, puis incarne le rôle d’une riche Américaine victime de deux escrocs (Adrien Brody et Mark Ruffalo) dans la comédie à suspense Une arnaque presque parfaite, écrite et réalisée par Rian Johnson.

#### Collaborations internationales (2009-2011)

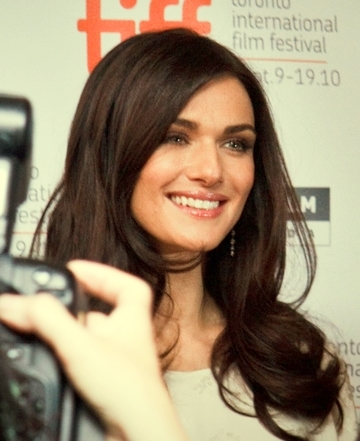
Rachel Weisz au TIFF 2010, pour la première de Seule contre tous.

Elle enchaîne l'année suivante avec le rôle principal féminin de l’adaptation cinématographique du roman Lovely Bones. Ce drame fantastique, tourné en partie en Nouvelle-Zélande par le réalisateur Peter Jackson, divise la critique et déçoit commercialement, mais parvient à glaner quelques nominations.
À l'été 2009, elle quitte l'agence artistique WME pour rejoindre CAA, qui représente notamment son mari Darren Aronofsky. Ce faisant, elle se sépare de l'agente artistique qui la suivait depuis les années 1990 et l'avait aidée à percer avec son rôle dans La Momie puis à obtenir un Oscar avec The Constant Gardener, Jenny Rawlings. Ce changement surprend l'industrie par son caractère perçu comme « ingrat » et « déloyal ».
La même année, elle est aussi l'héroïne de la fresque historique Agora, réalisée par le cinéaste espagnol Alejandro Amenábar, et où elle évolue aux côtés des jeunes Max Minghella et Oscar Isaac. Cette ambitieuse coproduction internationale divise une nouvelle fois la critique, et échoue commercialement. Pour son interprétation de la philosophe Hypatie, elle est néanmoins récompensée d'un Goya Award de la meilleure actrice.
Même situation en 2010, avec le thriller Seule contre tous, coproduction internationale et au sujet complexe, qui reçoit des critiques mitigées, et ne fonctionne pas au box-office. La performance de la comédienne, qui porte ce film de Larysa Kondracki, est néanmoins saluée par un Genie Award et un Vancouver Film Critics Circle Award.
Cette même année, elle double son propre personnage dans la série américaine Les Simpsons.
En 2011, elle est la star de deux productions britanniques : tout d'abord un téléfilm pour la BBC, le thriller politique Page Eight, écrit et réalisé par David Hare, dans lequel elle donne la réplique à Bill Nighy et Ralph Fiennes, et qui lui vaut une nomination au Satellite Award de la meilleure actrice dans une mini-série ou un téléfilm. Puis elle tient surtout le rôle principal d'Hester Collyer dans le film The Deep Blue Sea. Ce drame indépendant écrit et réalisé par Terence Davies est acclamé par la critique, qui salue largement sa prestation, et lui vaut quelques nominations en Angleterre et deux prix aux États-Unis et au Canada.
Elle retrouve par ailleurs le réalisateur Fernando Meirelles pour quelques scènes de son drame choral international, 360, qui déçoit cette fois largement la critique, et échoue commercialement.
Enfin, elle devient l'égérie de la marque Bulgari, notamment pour le parfum Jasmin Noir, et partage l'affiche du thriller psychologique américain Dream House. Cependant, à la suite de déboires avec la production, elle refuse, tout comme son partenaire Daniel Craig et le réalisateur Jim Sheridan, d'en assurer la promotion.

#### Retour aux productions hollywoodiennes (2012-)

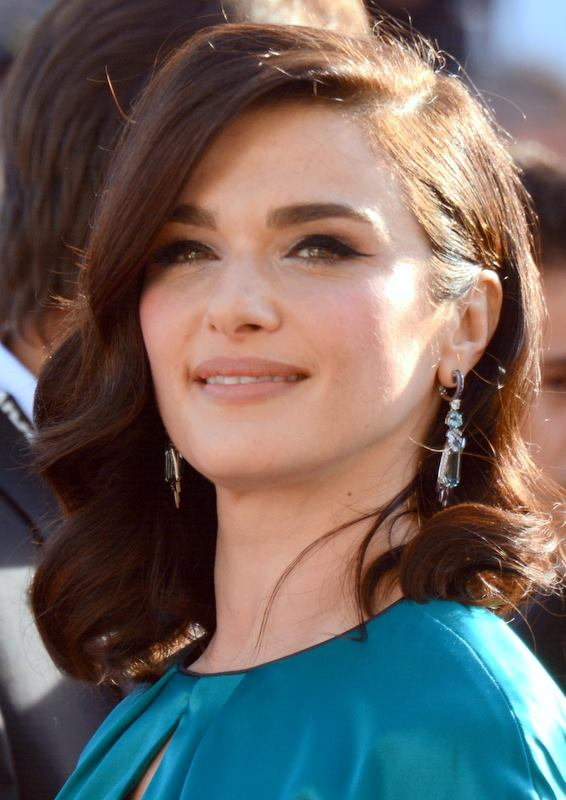
L'actrice au Festival de Cannes 2015, pour la présentation de The Lobster.

Elle revient cependant bien aux grosses productions hollywoodiennes, en interprétant le rôle principal féminin de Jason Bourne : L'Héritage, quatrième film de la saga d'espionnage Bourne, sorti en 2012, puis en incarnant la Méchante Sorcière de l'Est Évanora dans Le Monde fantastique d'Oz de Sam Raimi, préquelle du classique Le Magicien d'Oz, aux côtés notamment de James Franco, Michelle Williams et Mila Kunis. Le film, sorti en 2013, est à ce jour son plus gros succès mondial (près de 500 millions de dollars de recettes).
Cette même année, elle ne figure pas au montage final du nouveau long-métrage de Terrence Malick, À la merveille (To the Wonder), pour lequel elle a tourné pourtant l'année précédente, le réalisateur ayant fait le choix de couper ses scènes, comme à son habitude.
En 2014, elle rejoint le projet de film Idol's Eye, porté par le réalisateur Olivier Assayas, mais après plusieurs années de difficultés à trouver des financements, le projet est annulé.
En mai 2015, elle vient défendre au Festival de Cannes deux œuvres très différentes, toutes deux en compétition pour la Palme d'or : The Lobster, un thriller romantique de science-fiction réalisé par le cinéaste grec Yórgos Lánthimos, et dans lequel elle donne la réplique à Colin Farrell ; puis Youth, film italien écrit et réalisé par Paolo Sorrentino, également doté d'une distribution anglo-américaine. Le premier film remporte le prix du jury .
Fin 2016, elle est à l'affiche de The Light Between Oceans, le cinquième drame écrit et réalisé par l'acclamé réalisateur américain Derek Cianfrance. Elle y donne la réplique à un couple interprété par Michael Fassbender et Alicia Vikander. Et en début d'année suivante, elle accompagne la sortie du drame historique Le Procès du siècle, pour lequel elle prête ses traits à Deborah Lipstadt.
En 2017, elle est la tête d'affiche du thriller psychologique historique, My Cousin Rachel, écrit et réalisé par Roger Michell.
L'année 2018 est marquée par la sortie de trois longs-métrages : tout d'abord, elle donne la réplique à Colin Firth, tête d'affiche du biopic The Mercy, réalisé par James Marsh ; puis elle fait face à Rachel McAdams dans le drame Disobedience, premier essai américain du fraîchement oscarisé réalisateur chilien Sebastián Lelio ; enfin, elle retrouve le réalisateur grec Yórgos Lánthimos pour la reconstitution historique La Favorite, pour lequel elle prête ses traits à Sarah Churchill.
En 2019, elle est annoncée au casting du film Black Widow dans le rôle de Melina Vostokoff.
En 2023, elle interprète deux personnages à la fois dans la série télévisée Faux-semblants, des jumelles obstétriciennes. Sa performance est remarquée et échappe de peu à une nomination aux Emmy Awards,.

### Vie privée

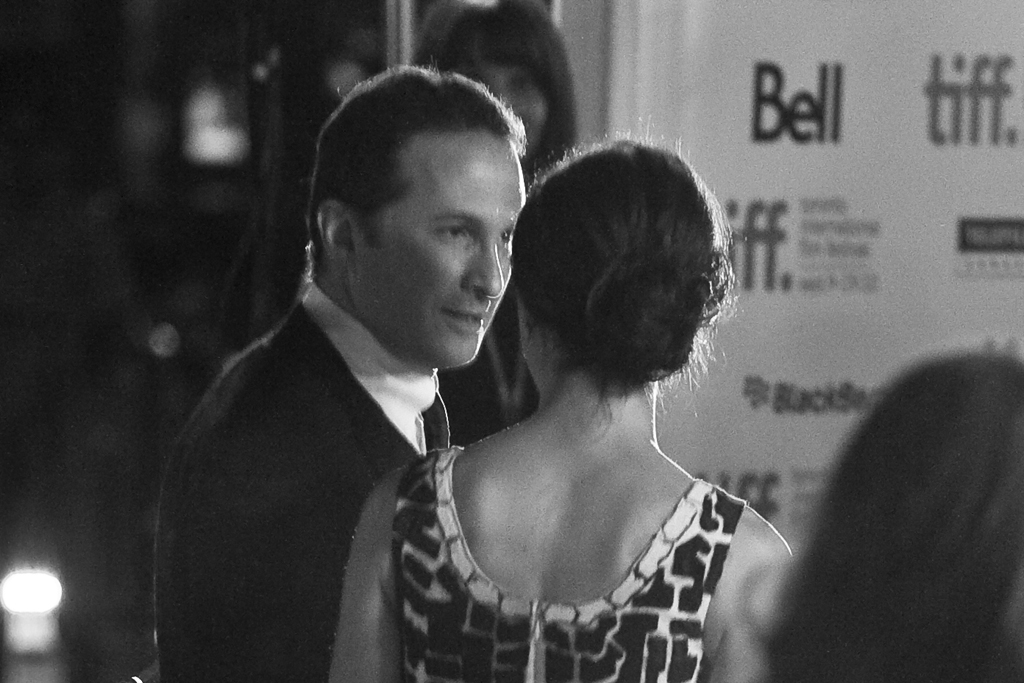
Avec son premier époux, Darren Aronofsky, au Toronto International Film Festival, en septembre 2010

Rachel Weisz vit de 1999 à 2001 avec le réalisateur britannique Sam Mendes, puis de 2001 à 2010 avec le réalisateur américain Darren Aronofsky, père de son fils Henry.
Elle épouse l'acteur anglais Daniel Craig en juin 2011 à New York, qu'elle a rencontré sur le tournage du film Dream House. Seulement quatre personnes assistent au mariage : Ella Craig, la fille que Craig a eue au cours de son premier mariage avec l'actrice écossaise Fiona Loudon, Henry, le fils de Weisz et d'Aronofsky, ainsi que leurs deux témoins. Elle annonce en avril 2018 attendre un enfant, et le 1er septembre 2018, il est annoncé qu’ils sont devenus les parents d’une petite fille.
En 2011, l'actrice est naturalisée américaine.

## Filmographie

### Cinéma

#### Années 1990
- 1994 : Death Machine de Stephen Norrington : junior
- 1996 : Beauté volée (Stealing Beauty) de Bernardo Bertolucci : Miranda
- 1996 : Poursuite (Chain Reaction) d'Andrew Davies : Le docteur Lily Sinclair
- 1997 : Obsessions torrides (Going All the Way) de Mark Pellington : Marty Pilcher
- 1997 : Bent de Sean Mathias : Une prostituée
- 1997 : Au cœur de la tourmente (Swept from the Sea) de Beeban Kidron : Amy Foster
- 1998 : Trois Anglaises en campagne (The Land Girls) de David Leland : Ag (Agapanthus)
- 1998 : I Want You de Michael Winterbottom : Helen
- 1999 : La Momie (The Mummy) de Stephen Sommers : Evelyn « Evy » Carnahan
- 1999 : Sunshine de István Szabó : Greta

#### Années 2000
- 2000 : This Is Not an Exit: The Fictional World of Bret Easton Ellis (documentaire) de Gerald Fox : Lauren Hynde
- 2000 : Crimes maquillés (Beautiful Creatures) de Bill Eagles : Petula
- 2001 : Stalingrad (Enemy at the Gates) de Jean-Jacques Annaud : Tanya
- 2001 : Le Retour de la momie (The Return of the Mummy) de Stephen Sommers : Evelyn "Evy" Carnahan O'Connell / Princess Nefertiri
- 2002 : Pour un garçon (About a Boy) de Chris et Paul Weitz : Rachel
- 2003 : Fausses Apparences (The Shape of Things) de Neil LaBute – Evelyn Ann Thompson
- 2003 : Confidence de James Foley : Lily
- 2003 : Le Maître du jeu (Runaway Jury) de Gary Fleder : Marlee
- 2004 : L'Envie (Envy) de Barry Levinson : Debbie Dingman
- 2005 : Constantine de Francis Lawrence : Angela Dodson / Isabel Dodson
- 2005 : The Constant Gardener de Fernando Meirelles : Tessa Quayle
- 2006 : The Fountain de Darren Aronofsky : Isabel / Izzie Creo
- 2006 : Eragon de Stefen Fangmeier : Saphira (voix)
- 2007 : My Blueberry Nights de Wong Kar-wai : Sue Lynne
- 2007 : Frère Noël (Fred Claus) de David Dobkin : Wanda
- 2008 : Un jour, peut-être (Definitely, Maybe) d'Adam Brooks : Summer Hartley
- 2008 : Une arnaque presque parfaite (The Brothers Bloom) de Rian Johnson : Penelope
- 2009 : Agora d'Alejandro Amenábar : Hypathie
- 2009 : Lovely Bones (The Lovely Bones) de Peter Jackson : Abigail Salmon

#### Années 2010
- 2010 : Seule contre tous (The Whistleblower) de Larysa Kondracki : Kathryn Bolkovac
- 2011 : 360 de Fernando Meirelles : Rose
- 2011 : The Deep Blue Sea de Terence Davies : Hester Collyer
- 2011 : Dream House de Jim Sheridan : Libby Atenton
- 2012 : Jason Bourne : L'Héritage (The Bourne Legacy) de Tony Gilroy : Dr Marta Shearing
- 2013 : Le Monde fantastique d'Oz (Oz: The Great and Powerful) de Sam Raimi : Évanora, la Méchante Sorcière de l'Est
- 2015 : The Lobster de Yórgos Lánthimos : La femme myope
- 2015 : Youth (La giovinezza) de Paolo Sorrentino : Lena Ballinger
- 2016 : Identities (Complete Unknown) de Joshua Marston : Alice Manning
- 2016 : Une vie entre deux océans (The Light Between Oceans) de Derek Cianfrance : Hannah Roennfeldt
- 2016 : Le Procès du Siècle (Denial) de Mick Jackson : Deborah Lipstadt
- 2017 : My Cousin Rachel de Roger Michell : Rachel
- 2017 : Désobéissance (Disobedience) de Sebastián Lelio : Ronit
- 2018 : Le Jour de mon retour (The Mercy) de James Marsh : Clare Crowhurst
- 2018 : La Favorite (The Favourite) de Yórgos Lánthimos : Sarah Churchill

#### Années 2020
- 2021 : Black Widow de Cate Shortland : Melina Vostokoff

### Télévision

#### Téléfilms
- 1992 : Advocates II de Peter Barber-Fleming : Sarah Thompson
- 1994 : Seventeen de Sandra Goldbacher
- 1994 : White Goods d'Al Ashton et Robert Young : Elaine
- 1998 : My Summer with Des de Simon Curtis : Rosie
- 1999 : Tube Tales de Gaby Dellal
- 2011 : Page Eight de David Hare : Nancy Pierpan

#### Séries télévisées
- 1993 : Inspecteur Morse (Inspector Morse) : Arabella Baydon
- 1993 : Un privé sous les tropiques (Sweating Bullets) : Joey
- 1993 : Scarlet and Black de Ben Bolt : Mathilde
- 1994 : Screen Two (en) : Becca
- 2010 : Les Simpson : Dr Thurmond (voix originale - série télévisée d'animation, 1 épisode : Combien pour cet oiseau dans la vitrine ?)
- 2023 : Faux-semblants (Dead Ringers) : Elliot / Beverly Mantle
- 2023 : What If...? : Melina Vostokoff (voix originale - série télévisée d'animation, saison 2, épisode 5)

## Théâtre
- 1994 : Design for Living de Noël Coward, Londres : Gilda
- 1999 : The Shape of Things de Neil LaBute , Londres : Evelyn Ann Thompson
- 1999 : Soudain l'été dernier de Tennessee Williams, Londres : Catherine
- 2009 : Un tramway nommé Désir de Tennessee Williams, Londres : Blanche DuBois
- 2013 : Trahisons de Harold Pinter, New York : Emma
- 2016 : Plenty de David Hare, New York : Susan Traherne[31]

## Distinctions

### Récompenses
- Golden Globes 2006 : Meilleure actrice dans un second rôle pour The Constant Gardener
- Oscars 2006 : Meilleure actrice dans un second rôle pour The Constant Gardener
- Critics' Circle Theatre Awards 2009 : meilleure actrice dans une pièce de théâtre pour Un tramway nommé Désir
- Laurence Olivier Awards 2010 : meilleure actrice dans une pièce de théâtre pour Un tramway nommé Désir
- British Academy Film Awards 2019 : Meilleure actrice dans un second rôle pour La Favorite

### Nominations
- British Academy Film Awards 2006 : Meilleure actrice dans un second rôle pour The Constant Gardener
- Critics' Choice Movie Awards 2006 : Meilleure actrice dans un second rôle pour The Constant Gardener
- Golden Globes 2013 : Meilleure actrice dans un film dramatique pour The Deep Blue Sea
- Critics' Choice Movie Awards 2019 : Meilleure actrice dans un second rôle pour La Favorite
- Golden Globes 2019 : Meilleure actrice dans un second rôle pour La Favorite
- Oscars 2019 : Meilleure actrice dans un second rôle pour La Favorite
- Golden Globes 2024 : Meilleure actrice dans une mini-série ou un téléfilm pour Faux-Semblants

## Voix francophones
En France, Laura Préjean et Anne Dolan sont les voix française régulière de Rachel Weisz, elle a également été doublée par Françoise Cadol, Catherine Le Hénan et Odile Cohen.
Au Québec, elle est régulièrement doublée par Camille Cyr-Desmarais.